# Patrizia Zoller-Frischauf
Patrizia Zoller-Frischauf (* 21. März 1959 in Innsbruck) ist eine österreichische Politikerin (ÖVP). Sie war von 2008 bis 2021 13 Jahre lang Landesrätin in den Tiroler Landesregierungen Platter I, Platter II und Platter III. Seit April 2019 ist sie Landesobfrau des Tiroler Seniorenbundes.

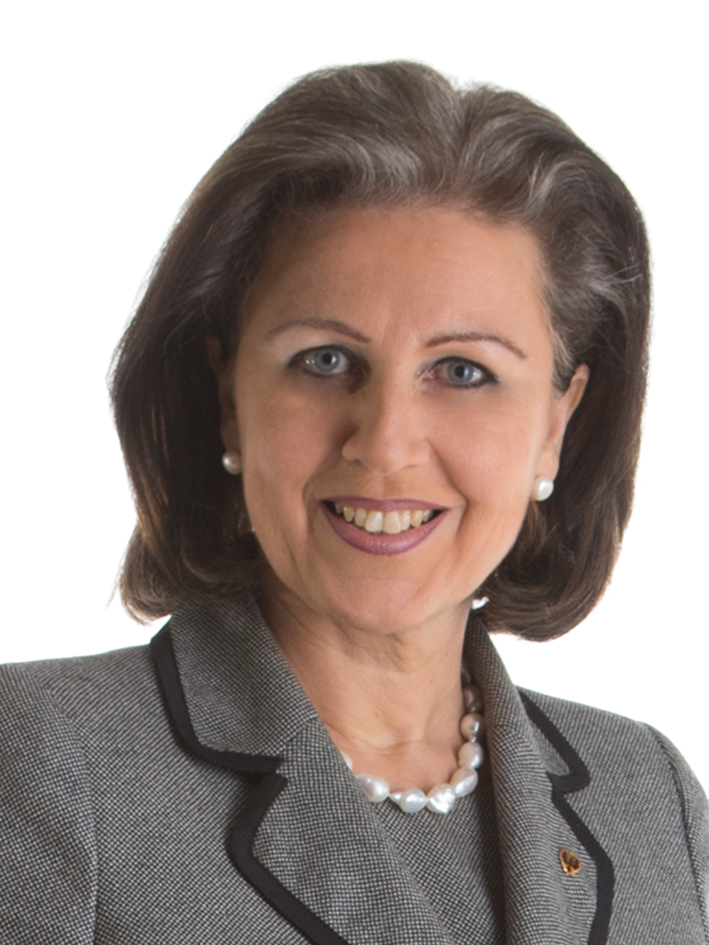
Patrizia Zoller-Frischauf (2013)

## Ausbildung und Beruf
Patrizia Zoller-Frischauf besuchte nach der Volks- und Hauptschule die Handelsschule. Sie erlernte den Beruf der Fotografin und legte 1980 die Meisterprüfung ab. Danach machte sie sich als Fotografin selbständig. Von 1991 bis 2008 war sie geschäftsführende Gesellschafterin der Firma Frischauf-Bild in Innsbruck.
1989/90 hatte Zoller-Frischauf einen Lehrauftrag an einer Berufsschule. Im Jahr 2000 wurde sie Innungsmeisterin. Von 2005 bis 2008 war sie zudem als Vizepräsidentin der Tiroler Wirtschaftskammer tätig. Sie ist seit 2007 stellvertretende Aufsichtsratsvorsitzende des Tourismusverbands Innsbruck.

## Politik
Zoller-Frischauf ist Mitglied des Wirtschaftsbundes und war von 1997 bis 1999 Vizepräsidentin im Wirtschaftsbund Österreich. Sie stand von 1999 bis 2008 der Organisation Frau in der Wirtschaft der Wirtschaftskammer als Landesvorsitzende von Tirol vor. Nach den Verlusten der ÖVP bei der Landtagswahl in Tirol 2008 holte sie der neue Landeshauptmann Günther Platter in die Tiroler Landesregierung. Sie wurde am 1. Juli 2008 als Landesrätin angelobt und erhielt die Geschäftsfelder Gewerbe und Industrie, Wirtschaftsförderungen, Vergabewesen, Jugendschutz, Angelegenheiten der Jugend-, Frauen-, Familien- und Seniorenpolitik sowie Datenschutz zugewiesen. 
Am 24. Mai 2013 wurde sie ein weiteres Mal vom Tiroler Landtag zur Landesrätin gewählt. Ihre Ressortzuständigkeiten umfassen
- Angelegenheiten des Gewerbes und der Industrie; Wirtschaftsförderung mit Ausnahme der Förderung des Tourismus; Kompetenzzentren; Wettbewerbsangelegenheiten; Vergabewesen; Preisangelegenheiten; Außenhandel; Marktordnung; Angelegenheiten der Ziviltechniker und der Wirtschaftstreuhänder; Maschinenwesen; Mineralrohstoffgesetz; Tanzunterrichtswesen, Veranstaltungswesen; Landespolizeigesetz; Glücksspielwesen;
- Gesellschaften und Beteiligungen des Landes, soweit sie nicht ausdrücklich einem anderen Mitglied der Landesregierung zugewiesen sind;
- Verwaltung der Liegenschaften des Landes; Bau und Instandhaltung aller Bundes- und Landesgebäude; Beteiligungen des Landes an der Landesimmobilien Bau- und Sanierungs-GmbH und der Landesimmobilien Bau- und Sanierungs-GmbH & Co KG;
- Datenschutz, Informationsweiterverwendung;
- Seilbahnangelegenheiten.

Wirtschaftslandesrätin Patrizia Zoller-Frischauf wurde am 16. November 2017 von der Stadtparteileitung der Innsbrucker Volkspartei in geheimer Abstimmung mit 30 von 31 gültigen Stimmen zur Spitzenkandidatin des Bezirks Innsbruck-Stadt für die Landtagswahl 2018 gewählt. „Innsbruck hat als Wirtschafts-, Handels- und Tourismusstadt sowie als Bildungs- und Wissenschaftszentrum besondere Aufmerksamkeit verdient. Ich werde auch in Zukunft als engagierte Stimme die Anliegen der Landeshauptstadt im Land einbringen und aktiv an den besten Lösungen für unsere Stadt arbeiten. Mit breiter Unterstützung und einem klaren Wählerauftrag werden wir gemeinsam für unser Innsbruck die Weichen für die Zukunft stellen“, dankte Patrizia Zoller-Frischauf in einer Medieninformation für das große Vertrauen.
Am 26. April 2019 wurde Landesrätin Patrizia Zoller-Frischauf mit 98,7 Prozent zur neuen Obfrau des Tiroler Seniorenbundes gewählt. Sie übernahm dieses Amt von Helmut Kritzinger.
Anfang Mai 2021 gab sie ihren Rücktritt als Landesrätin der Landesregierung Platter III bekannt. Zu ihrem Nachfolger als Wirtschaftslandesrat wurde am 11. Mai 2021 Anton Mattle gewählt.

## Auszeichnungen
- 2018: Ehrensenatorin der Universität Innsbruck[3]
- 2024: Ehrenzeichen des Landes Tirol[4]

## Privates
Patrizia Zoller-Frischauf ist verwitwet und hat ein Kind. 